# Dólmenes de Alcántara

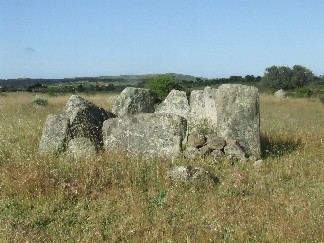
Un dolmen en Zarza la Mayor.

Los dólmenes de Alcántara, son un conjunto de más de medio centenar de dólmenes situados en los municipios españoles de Alcántara (la mayoría de ellos), Brozas, Mata de Alcántara, Villa del Rey y Zarza la Mayor, todos ellos en el oeste de la provincia de Cáceres. Son dólmenes de medio o pequeño tamaño, que siguen el modelo que en la vecina Portugal se conoce como anta. Construidos principalmente en pizarra, aunque también hay algunos de granito (parecidos al Dolmen del Mellizo de la vecina Valencia de Alcántara).
Fueron descubiertos en las décadas de 1960 y 1970 por Fernando Tostado. Sobre 1980, Cleofe Rivero excavó en los yacimientos de La Puente y Retamar, sin publicar conclusiones. En 1988, Clemente Montano catalogó treinta y seis dólmenes, la mayor parte en Alcántara, varios de los cuales (Maimón I + II, Juan Rol I y Trincones I + II) fueron estudiados a fondo por el equipo de arqueólogos de Primitiva Bueno en 1997 y 1998. Los trabajos de catalogación más recientes de Antonio Carmona elevaron el número de dólmenes en Alcántara a setenta y tres, incrementándose también el número de dolmenes registrados en Zarza la Mayor y Brozas.
A diferencia de otras regiones de la península ibérica, estos monumentos megalíticos se hallaban en un muy buen estado de conservación y contenían ricos ajuares funerarios (hachas, cerámica, puntas de flecha, entre otros).
La ubicación exacta de algunos yacimientos no se ha hecho pública para evitar deterioros por vandalismo o sobrecarga de visitas.

## El menhir
De 4,65 metros de largo, el menhir del Cabezo es uno de los pocos que se conservan en el oeste de España. Tiene aproximadamente 1,2 m de diámetro y dos pares de cazoletas de 15 a 25 cm de diámetro en ambos extremos, así como varias más pequeñas en el medio. Ha sido puesto de nuevo en pie recientemente.

## Lista de dólmenes
Los dólmenes son los siguientes:
- Alcántara: Barcollero, Carrascal I, Carrascal II, Calderones, Camisones, Carbonero, El Cabezo, Cerro Conejo I, Cerro Conejo II, Cornejo, El Santo, Galavis, Holmillo, Juan Rol I, Juan Rol II, La Fraila, La Fragua, La Llorona, La Puente, Maimón I, Maimón II, Maimón III, Miras I, Miras II, Moheda, Noguer, Retamar, Torre Botello, Torre Oviedo I, Torre Oviedo II, Trincones I, Trincones II, Trincones III, San Jordán y San Martín.
- Brozas: Aldonza.
- Mata de Alcántara: La Torruca.
- Villa del Rey: Belbís y Casas Viejas.
- Zarza la Mayor: Pata de Buey I y Pata de Buey II.